# 드 모이란 성운
드 모이란 성운(영어: De Mairan's Nebula, M43, NGC 1982)은 오리온자리에 있는 H II 영역이다. 1731년 이전에 Jean-Jacques Dortous de Mairan에 의해 발견되었으며, 1769년 3월 4일에 샤를 메시에가 43번째로 메시에 천체 목록에 넣었다.

## 특징
M43는 오리온 성운의 일부분이다. 지구에서 1,600 광년 떨어져 있으며, 겉보기 등급은 +9등급, 시직경은 20 × 15분이다.
지름은 대략적으로 6.5 광년 정도이다

## 같이 보기
- 메시에 천체 목록